# Johannes Kotkas
Johannes Kotkas (Kodijärve, 1915. február 3. – Tallinn, 1998. május 8.) olimpiai bajnok szovjet válogatott észt birkózó, edző.

## Pályafutása
Fiatalon súlyemeléssel kezdett el foglalkozni, csak 1935-ben már 20 évesen kezdett birkózni és nehézsúlyban versenyzett. Először 1936-ban vett részt az észt bajnokságon, ahol Kristjan Palusalu mögött szabadfogás nehézsúlyban ezüstérmet szerzett. 1937-ben – Palusalu távollétében – megnyerte az észt bajnoki címet szabadfogásban, de az kötöttfogásban ismét második lett Palusalu mögött. 1938-ban ismét második lett Palusalu mögött a kötöttfogású bajnokságon, de Palusalu nem sokkal később súlyos vállsérülés miatt visszavonult, így Kotkas megszerezte második észt szabadfogású címét. 
Az 1938-as és az 1939-es Európa-bajnokságon kötöttfogásban aranyérmes lett.
1940-ben a Szovjetunió annektálta Észtországot és Kotkas a Szovjetunió képviseletében folytatta pályafutását. Mivel a Szovjetunió az 1950-es évek előtt nem vett részt rendszeresen nagyobb nemzetközi versenyeken, így Kotkas csak az 1947-es Európa-bajnokságon indult, ahol kötöttfogásban ismét Európa-bajnok lett. Az 1952-es helsinki olimpián ért el pályája csúcspontjára. Mind a négy ellenfelét legyőzve lett olimpiai bajnok. Az 1953-as világbajnokságon második lett.
1940 és 1954 között 12 szovjet bajnoki címet nyert kötöttfogásban és egyet szabadfogásban. A birkózáson kívül több sportágban is versenyzett. 1943-ban kalapácsvetésben szovjet bajnok, súlylökésben harmadik helyezett le. 1951-ben szambó nehézsúlyban szovjet bajnoki ezüstérmes lett. 1946-ben súlyemelés nehézsúlyban észt bajnokságot nyert.
1960-ban vonult vissza az aktív versenyzéstől, majd edzőként és játékvezetőként dolgozott tovább. 1961 és 1976 között az Észt SZSZK birkózóválogatottjának a vezetőedzőjeként, 1976 és 1980 között a Gyinamo Tallinn edzőjeként, 1965-től nemzetközi játékvezetőként tevékenykedett. 1980-ban nyugdíjba vonult. 1990-ben az Észt Olimpiai Bizottság tiszteletbeli tagjává választották. A Nemzetközi Birkózó-szövetségtől FILA-Aranycsillagot kapott pályafutása elismeréséül.

## Sikerei, díjai
- Olimpiai játékok – kötöttfogás, 120 kg
  - aranyérmes: 1952, Helsinki
- Világbajnokság – kötöttfogás, 120 kg
  - ezüstérmes: 1953
- Európa-bajnokság – kötöttfogás, 120 kg
  - aranyérmes (3): 1938, 1939, 1947
- Észt bajnokság – birkózás, nehézsúly
  - kötöttfogás
    - bajnok (15): 1939, 1945, 1946, 1948, 1949, 1950, 1950, 1951, 1952, 1954, 1955, 1956, 1957, 1958, 1959
    - 2. (2): 1937, 1938

  - szabadfogás
    - bajnok (8): 1937, 1938, 1939, 1945, 1947, 1948, 1949, 1951
    - 2.: 1936
- Észt bajnokság – súlyemelés, nehézsúly
  - bajnok: 1946
- Észt bajnokság – atlétika
  -     - kalapácsvetés

  - bajnok: 1950
- Szovjet bajnokság – birkózás, nehézsúly
  - kötöttfogás
    - bajnok (12): 1940, 1943, 1944, 1945, 1946, 1948, 1950, 1951, 1952, 1953, 1955, 1956
    - 2. (2): 1949, 1954

  - szabadfogás
    - bajnok: 1947
    - 2. (2): 1946, 1948
- Szovjet bajnokság – atlétika
  - kalapácsvetés
    - bajnok: 1943
    - 2.: 1946
    - 3. (2): 1945, 1947

  - súlylökés
    - 3.: 1943
- Szovjet bajnokság – szambó, nehézsúly
  - 2.: 1951

## Fordítás
Ez a szócikk részben vagy egészben  a   Johannes Kotkas című angol Wikipédia-szócikk ezen változatának fordításán alapul.  Az eredeti cikk szerkesztőit annak laptörténete sorolja fel. Ez a jelzés csupán a megfogalmazás eredetét és a szerzői jogokat jelzi, nem szolgál a cikkben szereplő információk forrásmegjelöléseként.